# Cristina Jiménez Moreta
Cristina Jiménez Moreta (Equador, 1984) é uma ativista da imigração equatoriana. Em 2018, apareceu na lista de 100 pessoas mais influentes do ano pela Time.